# Huub van der Wart
Huub van der Wart (6 september 1985) is een Nederlands voormalig langebaanschaatser die gespecialiseerd was op de sprintafstanden. Van der Wart schaatste bij de commerciële VPZ-ploeg en woont in Heerenveen. Hij deed in totaal 3 maal mee aan de nationale afstandkampioenschappen en 2 maal aan het NK sprint. Meestal eindigde hij bij deze kampioenschappen in de middenmoot of in de achterhoede. Ook deed hij in 2007 voor Nederland mee aan de Universiade in Turijn. Hij schaatste daar op de 500m, 1000m en verrassend genoeg voor een sprinter ook de 10000m. Op de 500m werd hij twaalfde, op de 1000m 8e en op de 10000m 9e. In 2010 besloot Van der Wart te stoppen met schaatsen op topniveau.

## Persoonlijke records
| Afstand     | Tijd     | Datum           | Baan    |
| ----------- | -------- | --------------- | ------- |
| 500 meter   | 35,98    | 22 maart 2009   | Calgary |
| 1000 meter  | 1.10,74  | 22 maart 2009   | Calgary |
| 1500 meter  | 1.51,07  | 19 maart 2009   | Calgary |
| 3000 meter  | 4.02,19  | 29 juli 2006    | Erfurt  |
| 5000 meter  | 7.02,40  | 16 oktober 2005 | Erfurt  |
| 10000 meter | 14.33,69 | 22 januari 2007 | Turijn  |

## Resultaten
| Jaar | NK Afstanden       | NK Sprint |
| ---- | ------------------ | --------- |
| 2007 | 12e 500m 18e 1000m | 15e       |
| 2008 | 16e 500m 15e 1000m |           |
| 2010 | 23e 500m           | 15e       |